# TMPRSS12
TMPRSS12 (англ. Transmembrane protease, serine 12) – білок, який кодується однойменним геном, розташованим у людей на 12-й хромосомі. Довжина поліпептидного ланцюга білка становить 348 амінокислот, а молекулярна маса — 38 605.
| 10         |  | 20         |  | 30         |  | 40         |  | 50         |
| ---------- |  | ---------- |  | ---------- |  | ---------- |  | ---------- |
| MRLGLLSVAL |  | LFVGSSHLYS |  | DHYSPSGRHR |  | LGPSPEPAAS |  | SQQAEAVRKR |
| LRRRREGGAH |  | AEDCGTAPLK |  | DVLQGSRIIG |  | GTEAQAGAWP |  | WVVSLQIKYG |
| RVLVHVCGGT |  | LVRERWVLTA |  | AHCTKDASDP |  | LMWTAVIGTN |  | NIHGRYPHTK |
| KIKIKAIIIH |  | PNFILESYVN |  | DIALFHLKKA |  | VRYNDYIQPI |  | CLPFDVFQIL |
| DGNTKCFISG |  | WGRTKEEGNA |  | TNILQDAEVH |  | YISREMCNSE |  | RSYGGIIPNT |
| SFCAGDEDGA |  | FDTCRGDSGG |  | PLMCYLPEYK |  | RFFVMGITSY |  | GHGCGRRGFP |
| GVYIGPSFYQ |  | KWLTEHFFHA |  | STQGILTINI |  | LRGQILIALC |  | FVILLATT   |

A: Аланін

C: Цистеїн

D: Аспарагінова кислота

E: Глутамінова кислота

F: Фенілаланін

G: Гліцин

H: Гістидин

I: Ізолейцин

K: Лізин

L: Лейцин

M: Метіонін

N: Аспарагін

P: Пролін

Q: Глутамін

R: Аргінін

S: Серин

T: Треонін

V: Валін

W: Триптофан

Кодований геном білок за функціями належить до гідролаз, протеаз, серинових протеаз. 
Локалізований у мембрані.